# Канонерские лодки типа «Johan Maurits van Nassau»
«Йохан Мауриц ван Нассау» — канонерская лодка (колониальный шлюп) ВМС Нидерландов. Заказана в 1928 году для службы в Вест-Индии, после волнений на острове Кюрасао. Корабль был оборудован системой автоматического управления огнём.
До 1939 года корабль находился в Вест-Индии, после чего вернулся в Нидерланды для ремонта.
14 мая 1940 «Йохан Мауриц ван Нассау» потоплен германской авиацией в 10 милях западнее Каллантсоога в Северном море в точке с координатами 52.50.13N, 04.33.56E.

## Бронирование
Палуба 25 мм, рубка 25 мм.